# ماريو لويس فوينتيس
ماريو لويس فوينتيس (بالإسبانية: Mario Luis Fuentes Alcalá)‏ هو اقتصادي وسياسي مكسيكي، ولد في 1901. حزبياً، نشط في الحزب الثوري المؤسساتي.